# Isar-Werkkanal

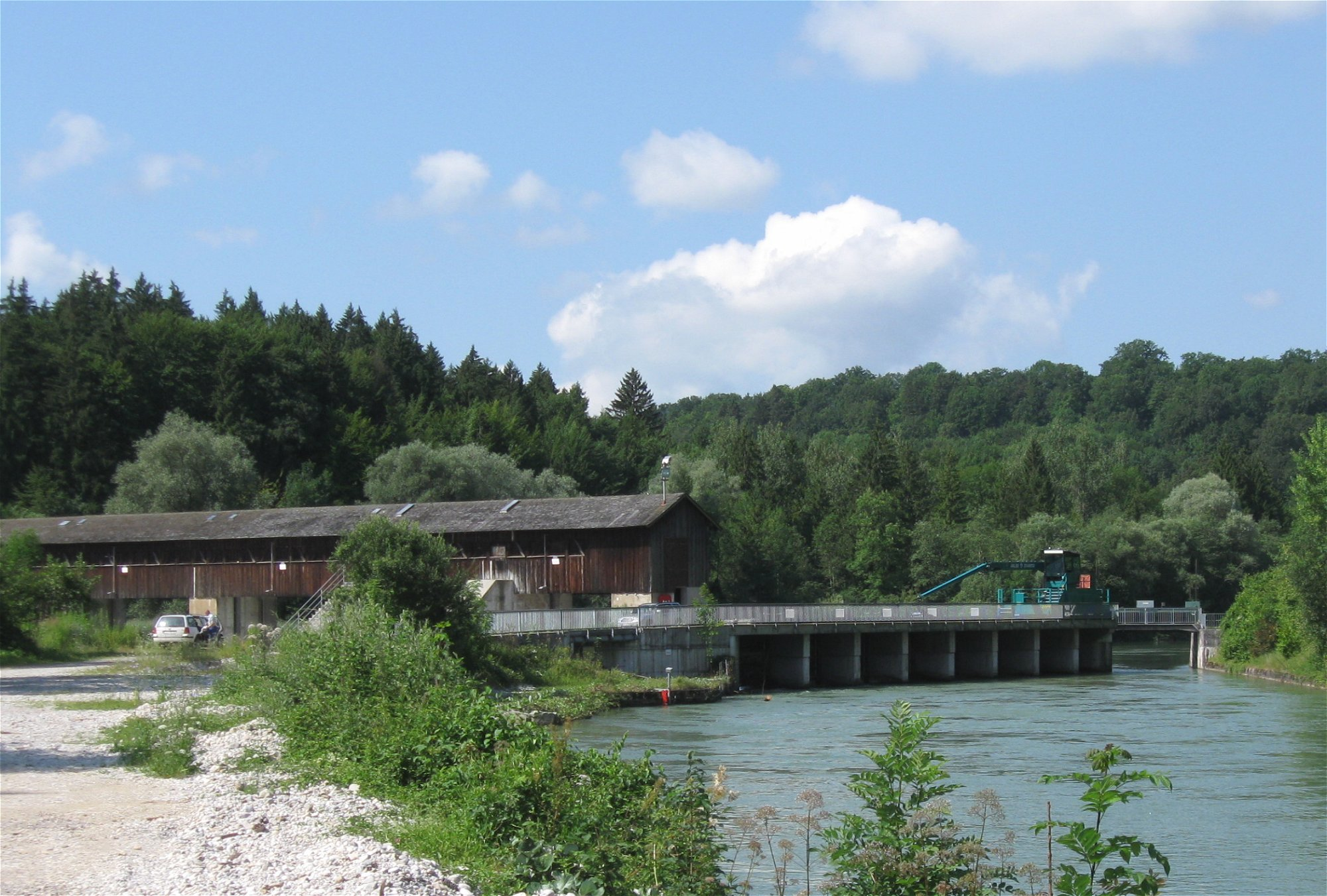
Đập nước Höllriegelskreuth gần nhà máy thủy điện Höllriegelskreuth

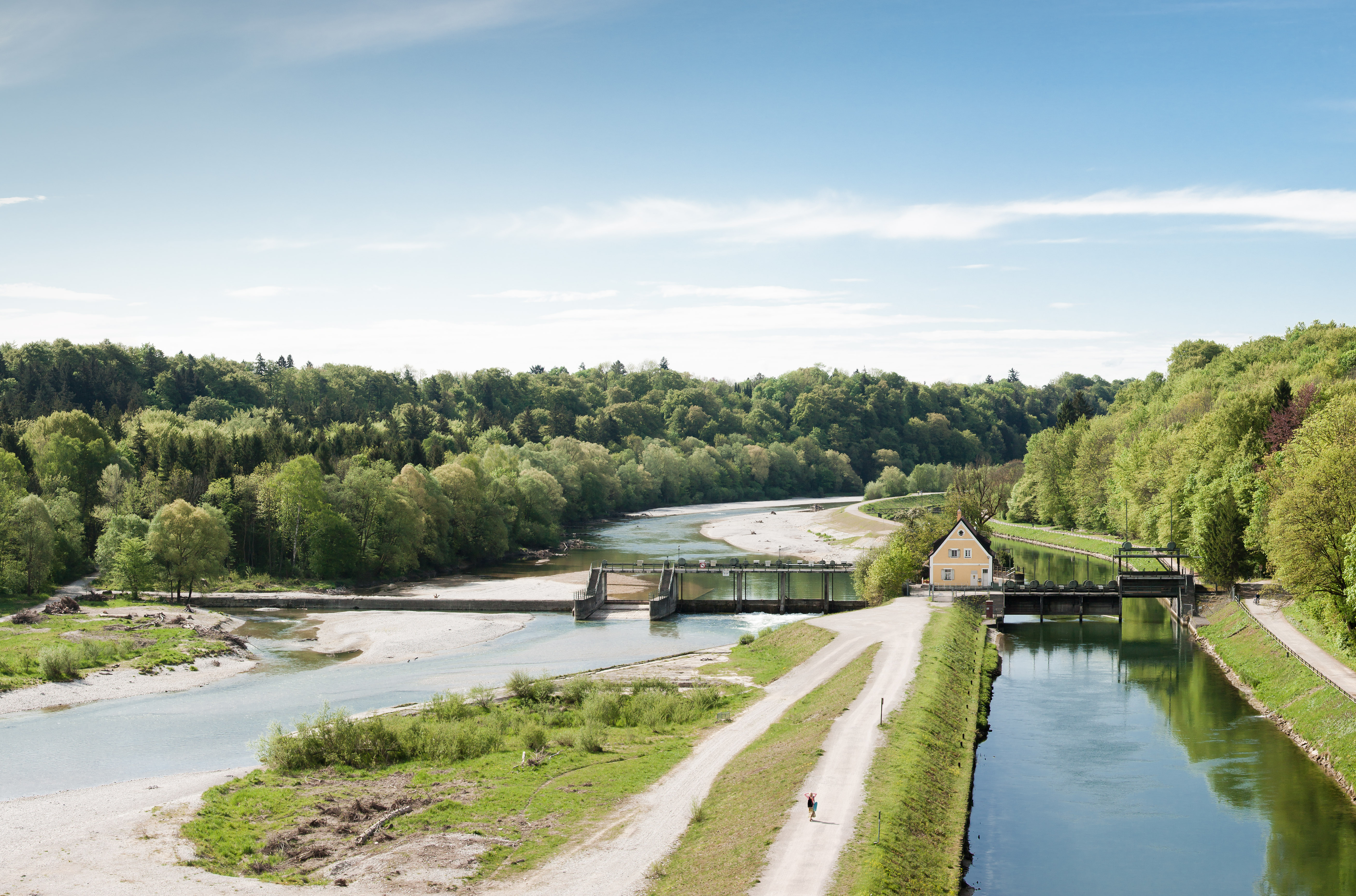
Isar-Werkkanal và đập nước Großhesselohe gần cầu Großhesselohe

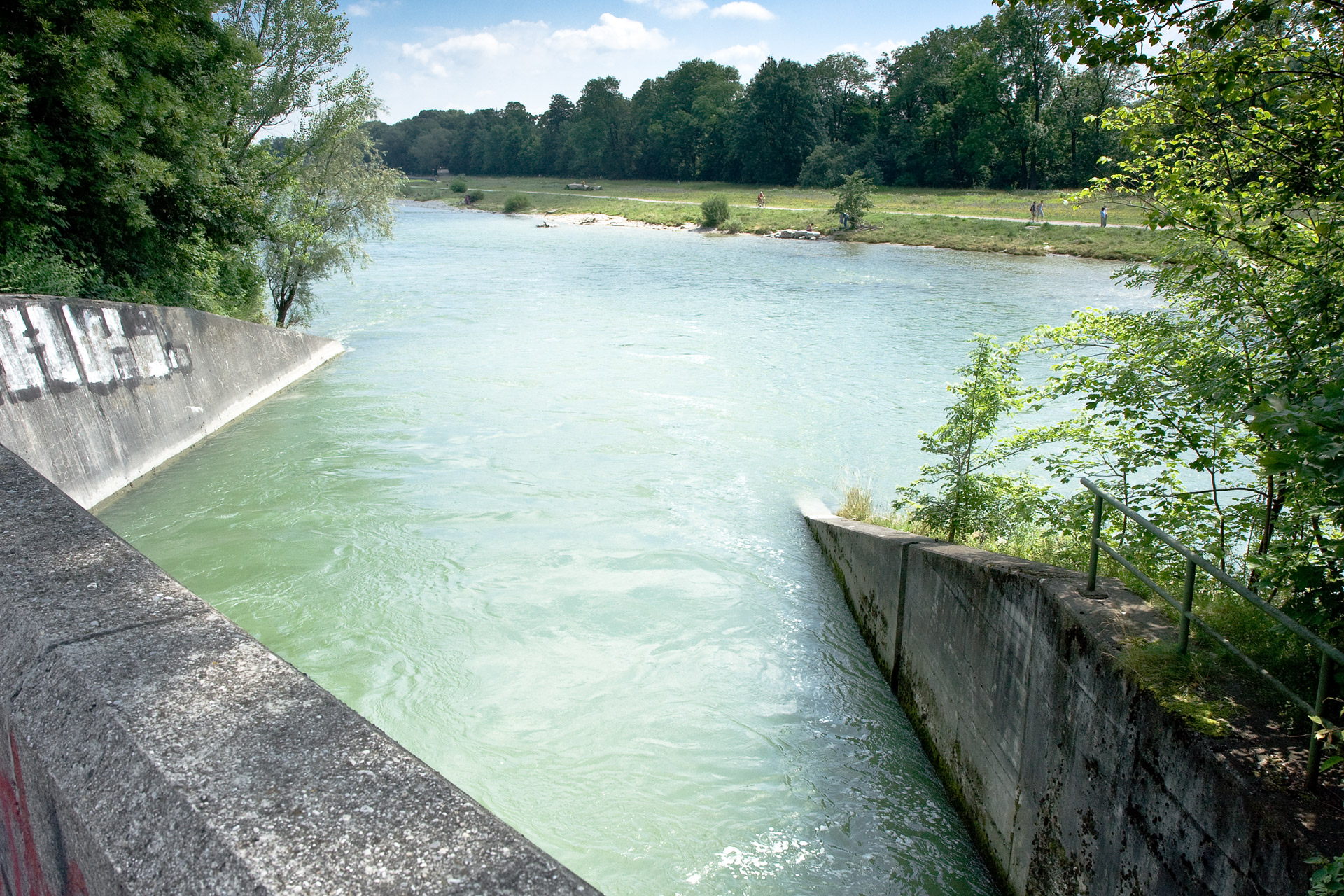
Chảy vào sông Isar tại Isarwerk 3

Isar-Werkkanal là một kinh đào dọc theo sông Isar trong khu vực thành phố München. Nó chạy song song dòng sông Isar về phía Tây, với chiều dài khoảng 12 km, có thể nhận nước cho tới 70 m³/s và được dùng để sản xuất điện lực.

## Dòng chảy
Kênh đào này được dẫn nước từ sông Isar tại Buchenhain thuộc huyện München. Sau khi các nhà máy điện ở Höllriegelskreuth và Pullach thuộc Uniper Kraftwerke (trước đây thuộc E.ON) kể từ năm 2016, kênh thuộc quyền sở hữu Stadtwerke München. Về phía nam của cây cầu Großhesselohe một chút có một đập trong đó nước có thể được quản lý từ kênh chảy vào Isar và ngược lại. Trong dòng chảy tiếp theo, Stadtwerke vận hành các nhà máy thủy điện dùng sức nước chạy Isarwerk 1, Isarwerk 2 và Isarwerk 3. Từ Isarwerk 2 kênh đi theo dòng nguyên thủy của 1 con rạch lớn trong thành phố. Tại cầu đường sắt Braunau phía nam trung tâm thành phố, phía sau Isarwerk 3 một phần lớn nước chảy trở lại Isar. Chỉ có một phần nhỏ được phân nhánh, được vận hành cho nhà máy điện Stadtbachstufe và chảy tiếp với cái tên Westermühlbach.